# Hottentotta judaicus
Espèce
Synonymes
- Buthus judaicus Simon, 1872
- Buthus hedenborgii Thorell, 1876

Hottentotta judaicus est une espèce de scorpions de la famille des Buthidae.

## Distribution
Cette espèce se rencontre en Israël, en Palestine, en Jordanie, au Liban, en Syrie et en Turquie,.

## Description
L'holotype mesure 63 mm.

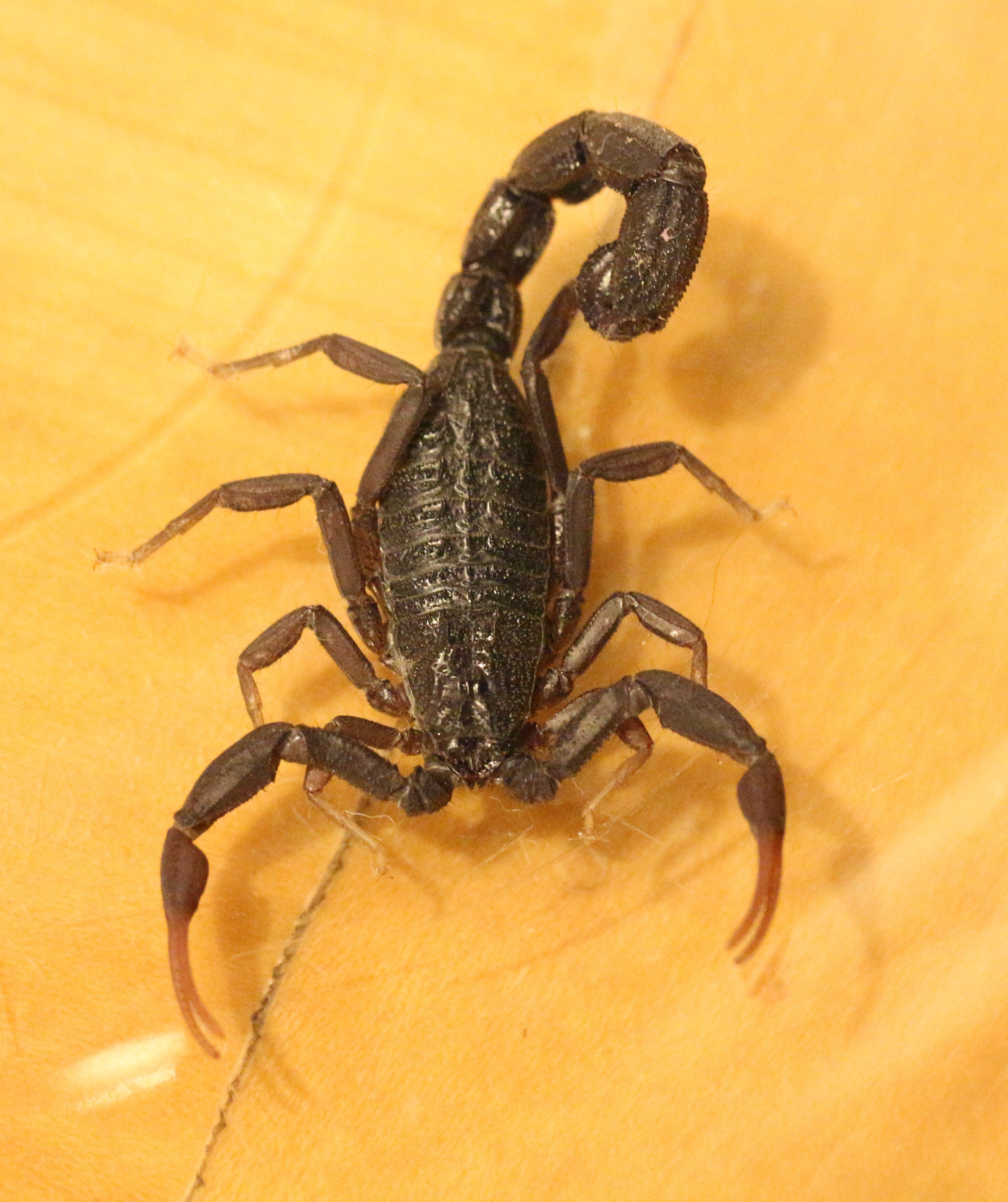
Hottentotta judaicus

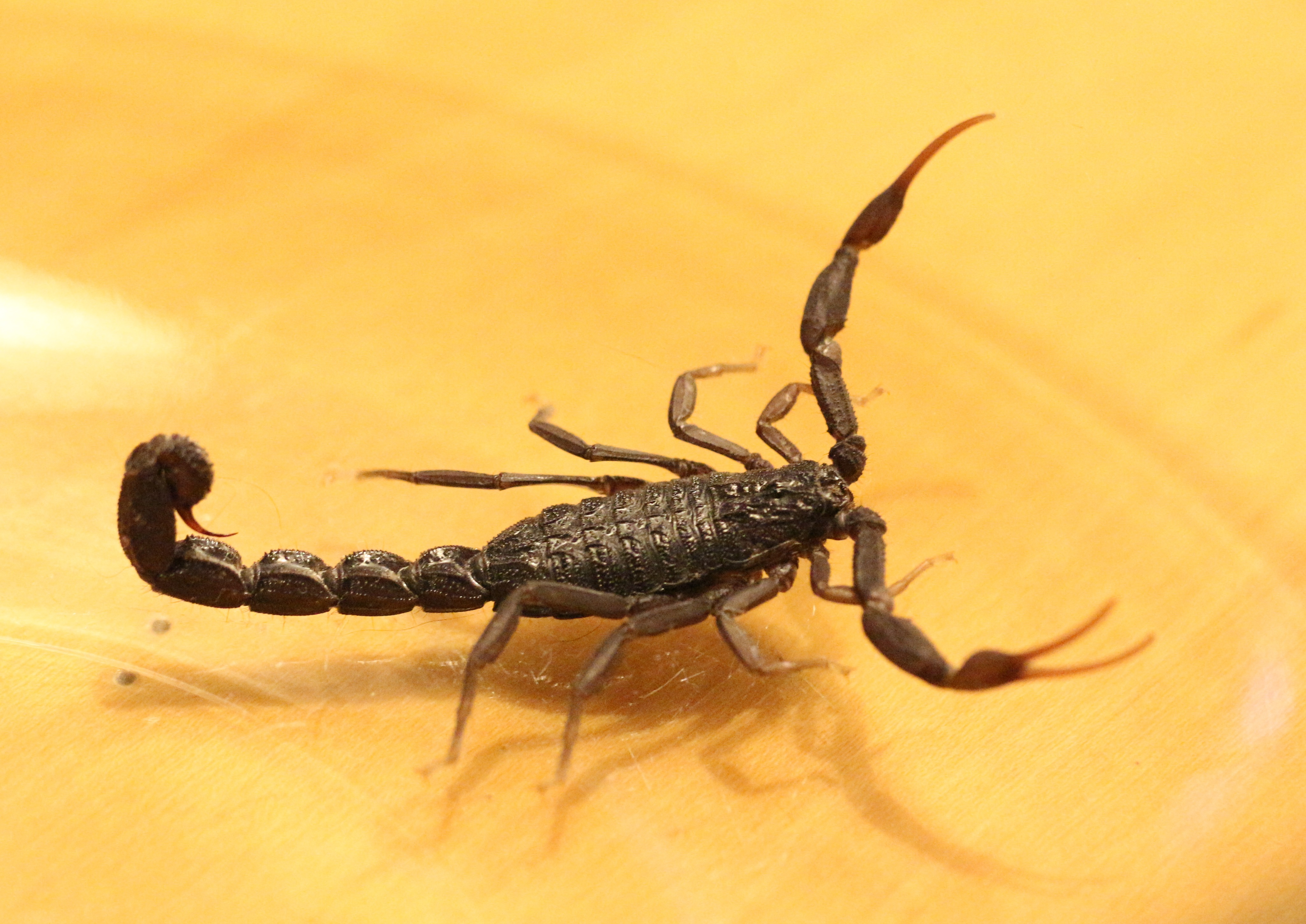
Hottentotta judaicus

Hottentotta judaicus mesure de 60 à 80 mm.

## Venin
Le venin de ce scorpion est classé au niveau 3 voire 4 sur une échelle de 5 pour sa toxicité avec une dose létale de DL50-7.94.
Suivant la personne (corpulence, âge, condition physique, maladie de base), il peut entraîner de multiples symptômes allant de simples douleurs, vomissements, brûlures jusqu'à des complications cardiaques et des hémorragies internes par exemple.
Par ailleurs, le venin peut-être collecté par des entreprises à des fins pharmaceutiques.

## Systématique et taxinomie
Cette espèce a été décrite sous le protonyme Buthus judaicus par Simon en 1872. Elle est placée dans le genre Buthotus en 1949 puis dans le genre Hottentotta en 1985.

## Étymologie
Son nom d'espèce lui a été donné en référence au lieu de sa découverte, la Judée.

## Publication originale
- Simon, 1872 : « Arachnides de Syrie, Rapportés par M. Charles Piochard de la Brulerie (Scorpions et Galéodes). » Annales de la Société Entomologique de France, sér. 5, vol. 2, p. 245–266 (texte intégral).